# ولین
ولین (به لاتین: Velyn) یک روستا در اوکراین است که در استان لووف واقع شده‌است.

## خصوصیات
ولین ۳۵۱ کیلومترمربع مساحت و ۷۸ نفر جمعیت دارد.